# Yesterday Once More (album)
Yesterday Once More là tên một album biên tập của ban nhạc pop Mỹ The Carpenters. Album được phát hành năm 1984 và được phát hành lại vào năm 1998, có thêm một bài hát là "I Just Fall in Love Again" và có thay đổi trong thứ tự các bài hát. Bản phát hành lúc đầu đã đạt chứng nhận Bạch kim ở cả Mỹ và Anh.

## Danh sách bài hát (1984)

### Đĩa 1
1. "Yesterday Once More" - 03:58 (Carpenter, Bettis)
2. "Superstar - 3.48 (Russell, Bramlett)
3. "Rainy Days and Mondays" – 3:40 (Williams, Nichols)
4. "(Want You) Back in My Life Again" - 3:39 (Chater, Christian)
5. "Ticket to Ride" - 4:08 (Lennon-McCartney)
6. "Goodbye to Love" - 3:54 (Carpenter, Bettis)
7. "Bless the Beasts and Children" - 3:15 (Botkin, De Vorzon)
8. "It's Going to Take Some Time" - 2:57 (King, Stern)
9. "Calling Occupants of Interplanetary Craft" - 7:09 (Draper, Woloschuk)
10. "Sweet, Sweet Smile" - 3:02 (Newton, Young)
11. "I Won't Last a Day Without You" - 3:54 (Nichols, Williams)
12. "For All We Know" - 2:31 (Griffin, Karlin, Wilson)
13. "Touch Me When We're Dancing" - 3:20 (Bell, Skinner, Wallace)

### Đĩa 2
1. "There's a Kind of Hush (All Over the World)" - 3:03 (Reed, Stephens)
2. "This Masquerade" - 4:53 (Russell)
3. "Hurting Each Other" - 2:46 (Geld, Udell)
4. "Please Mr. Postman" - 2:47 (Bateman, Dobbins, Garrett, Gorman, Holland)
5. "I Need to Be in Love" - 3:49 (Bettis, Carpenter, Hammond)
6. "Make Believe It's Your First Time" - 4:07 (Morrison, Wilson)
7. "All You Get from Love Is a Love Song" - 3:46 (Eaton)
8. "Top of the World" - 3:00 (Bettis, Carpenter)
9. "Because We Are in Love (The Wedding Song)" - 5:01 (Bettis, Carpenter)
10. "We've Only Just Begun" - 3:04 (Nichols, Williams)
11. "Those Good Old Dreams" - 4:12 (Bettis, Carpenter)
12. "Sing" - 3:18 (Raposo)
13. "Only Yesterday" - 3:46 (Bettis, Carpenter)
14. "(They Long to Be) Close to You" - 3:40 (Bacharach, David)

## Danh sách bài hát (1998)

### Đĩa 1
1. "Yesterday Once More" - 03:58 (Carpenter, Bettis)
2. "Superstar - 3.48 (Russell, Bramlett)
3. "Rainy Days and Mondays" – 3:40 (Williams, Nichols)
4. "(Want You) Back in My Life Again" - 3:39 (Chater, Christian)
5. "Ticket to Ride" - 4:08 (Lennon-McCartney)
6. "Goodbye to Love" - 3:54 (Carpenter, Bettis)
7. "Bless the Beasts and Children" - 3:15 (Botkin, De Vorzon)
8. "It's Going to Take Some Time" - 2:57 (King, Stern)
9. "There's a Kind of Hush (All Over the World)" - 3:03 (Reed, Stephens)
10. "Sweet, Sweet Smile" - 3:02 (Newton, Young)
11. "I Won't Last a Day Without You" - 3:54 (Nichols, Williams)
12. "For All We Know" - 2:31 (Griffin, Karlin, Wilson)
13. "Touch Me When We're Dancing" - 3:20 (Bell, Skinner, Wallace)
14. "Calling Occupants of Interplanetary Craft" - 7:09 (Draper, Woloschuk)

### Đĩa 2
1. "I Just Fall in Love Again" - 4.03 (Dorff, Herbstritt, Lloyd, Sklerov)
2. "This Masquerade" - 4:53 (Russell)
3. "Hurting Each Other" - 2:46 (Geld, Udell)
4. "Please Mr. Postman" - 2:47 (Bateman, Dobbins, Garrett, Gorman, Holland)
5. "I Need to Be in Love" - 3:49 (Bettis, Carpenter, Hammond)
6. "Make Believe It's Your First Time" - 4:07 (Morrison, Wilson)
7. "All You Get from Love Is a Love Song" - 3:46 (Eaton)
8. "Top of the World" - 3:00 (Bettis, Carpenter)
9. "Because We Are in Love (The Wedding Song)" - 5:01 (Bettis, Carpenter)
10. "We've Only Just Begun" - 3:04 (Nichols, Williams)
11. "Those Good Old Dreams" - 4:12 (Bettis, Carpenter)
12. "Sing" - 3:18 (Raposo)
13. "Only Yesterday" - 3:46 (Bettis, Carpenter)
14. "(They Long to Be) Close to You" - 3:40 (Bacharach, David)

## Xếp hạng, chứng nhận và doanh số
| Năm  | Bảng xếp hạng         | Cấp bởi | Vị trí |
| ---- | --------------------- | ------- | ------ |
| 1984 | UK Albums Chart       | BPI     | 10     |
| 1993 | Japanese Albums Chart | Oricon  | 35     |

| Quốc gia       | Cấp bởi | Chứng nhận  | Doanh số   |
| -------------- | ------- | ----------- | ---------- |
| Hoa Kỳ         | RIAA    | 2× Bạch kim | 2.000.000+ |
| Vương quốc Anh | BPI     | Bạch kim    | 300.000+   |
| Nhật Bản       | RIAJ    | Bạch kim    | 270,000+   |
| Trung Quốc     | BPI     | Bạch kim    |            |